# Телари (Торино)
Телари је насеље у Италији у округу Торино, региону Пијемонт.
Према процени из 2011. у насељу је живело 25 становника. Насеље се налази на надморској висини од 474 м.